# Sé, Vas
Sé  este un sat în districtul Szombathely, județul Vas, Ungaria, având o populație de 1.334 de locuitori (2011). 

## Demografie
Componența etnică a satului Sé
     Maghiari (93,14%)
     Germani (4,02%)
     Croați (1,89%)
     Necunoscut (0,63%)
     Români (0,32%)
     Alții (0,63%)
Componența confesională a satului Sé
     Romano-catolici (56,3%)
     Fără religie (5,85%)
     Luterani (3,9%)
     Reformați (2,02%)
     Necunoscută (31,03%)
     Atei (0,9%)
     Alte religii (1,2%)
Conform recensământului din 2011, satul Sé avea 1.334 de locuitori. Din punct de vedere etnic, majoritatea locuitorilor (93,14%) erau maghiari, existând și minorități de germani (4,02%) și croați (1,89%). Apartenența etnică nu este cunoscută în cazul a 0,63% din locuitori.  Din punct de vedere confesional, majoritatea locuitorilor (56,3%) erau romano-catolici, existând și minorități de persoane fără religie (5,85%), luterani (3,9%) și reformați (2,02%). Pentru 31,03% din locuitori nu este cunoscută apartenența confesională.